# Xiphidiopsis abbreviata
Xiphidiopsis abbreviata är en insektsart som beskrevs av Heinrich Hugo Karny 1924. Xiphidiopsis abbreviata ingår i släktet Xiphidiopsis och familjen vårtbitare. Inga underarter finns listade i Catalogue of Life.